# Ken Vandermark
Ken Vandermark (Natick, 22 settembre 1964) è un sassofonista, clarinettista e compositore statunitense.
Musicista particolarmente attivo e versatile, con una discografia molto nutrita e che interessa svariati generi musicali, Vandermark ha ottenuto ampi elogi dalla critica. Figura di spicco dell'area di Chicago già a partire dai primi anni '90, il suo lavoro è noto soprattutto nell'ambito della musica di ricerca. Nel 1999 ha ricevuto il premio MacArthur Fellows Program della Fondazione MacArthur.

## Biografia
Cresciuto nel Massachusetts, il padre Stu Vandermark lavorava come giornalista per il trimestrale Cadence, storica rivista incentrata sul jazz, blues e sulla musica improvvisata.
Militò nel trio the Fourth Stream, uno dei primi gruppi da lui guidati, a Montréal mentre portava avanti i suoi studi in cinema all'Università McGill, terminati nel 1986. In seguitò si trasferì a Boston dove diresse gruppi come i Lombard Street e Mr. Furious. La musica organizzata da Vandermark in questo periodo anticipa quanto poi da lui portato avanti successivamente a Chicago, città in cui si trasferirà verso la fine del 1989, scrivendo brani in forma di suite che integrano schemi improvvisativi liberi e dedicati a diversi autori e musicisti.
A partire dai primi anni '90 inizia numerose collaborazioni con musicisti e gruppi dell'area di Chicago e internazionali, tra i quali Paal Nilssen-Love, Hamid Drake, Joe McPhee, Paul Lytton, Mats Gustafsson, Peter Brötzmann, Kevin Drumm, The Ex, Zu e i Superchunk. Dopo la morte di Hal Russell, avvenuta nel 1992, Vandermark viene chiamato a sostituirlo nella NRG Ensemble, importante gruppo free jazz attivo sin dagli anni '70, in cui suonerà fino al 1996 e che gli dà per la prima volta una visibilità internazionale. Altro gruppo in cui subentra dopo Hal Russell sono i The Flying Luttenbachers. Tra i diversi gruppi da lui guidati come leader sono da menzionare i Vandermark 5, quintetto formato da due ance, trombone (talvolta sostituito dalla chitarra), contrabbasso e batteria.
Nel 1998 vince il sondaggio annuale della rivista Cadence sia nella categoria miglior artista che miglior disco (per Target or Flag dei Vandermark 5) e, nello stesso anno, risulta finalista dell'Herb Alpert Fellowship. L'anno seguente, nel 1999, riceve la prestigiosa borsa di studio del MacArthur Fellows Program. È inoltre il protagonista del documentario Musician (2007) di Daniel Kraus.

## Discografia parziale
Di seguito è elencata una discografia parziale:

### Da leader
- Standards (Quinnah Records, 1995)
- Furniture Music (Okka Disk, 2003)

Vandermark Quartet
- Big Head Eddie (Platypus, 1993)
- Solid Action (Platypus, 1994)

The Vandermark 5
- Single Piece Flow (Atavistic, 1997)
- Target or Flag  (Atavistic, 1998)
- Simpatico (Atavistic, 1999)
- Burn the Incline (Atavistic, 2000)
- Acoustic Machine (Atavistic, 2001)
- Free Jazz Classics Vol. 1 & 2 (Atavistic, 2002)
- Airports for Light (Atavistic, 2003)
- Elements of Style/Exercises in Surprise (Atavistic, 2004)
- Alchemia (Not Two, 2005)
- The Color of Memory (Atavistic, 2005)
- Free Jazz Classics Vol. 3 & 4 (Atavistic, 2005)
- A Discontinuous Line (Atavistic, 2006)
- Four Sides to the Story (Not Two, 2006)
- Beat Reader (Atavistic, 2008)
- Annular Gift (Not Two, 2009)
- The Horse Jumps and the Ship Is Gone (Not Two, 2010)

### con Peter Brötzmann
- The Chicago Octet/Tentet (Okka Disk, 1998)
- Stone/Water (Okka Disk, 2000)
- Two Lightboxes (2000)
- Broken English (Okka Disk, 2002)
- Short Visit to Nowhere (Okka Disk, 2002)
- Images (Okka Disk, 2004)
- Signs (Okka Disk, 2004)
- Be Music, Night (Okka Disk, 2005)
- American Landscapes 1 (Okka Disk, 2007)
- American Landscapes 2 (Okka Disk, 2007)
- At Molde 2007 (Okka Disk, 2008)
- 3 Nights in Oslo (Smalltown Supersound, 2010)
- Walk, Love, Sleep (Smalltown Supersound, 2012)

### con NRG Ensemble
- Calling All Mothers (Quinnah, 1994)
- This Is My House (Delmark, 1996)
- Bejazzo Gets a Facelift (Atavistic, 1998)

### con The Flying Luttenbachers
- Constructive Destruction (ugEXPLODE, 1994)
- Destroy All Music (ugEXPLODE, 1994)

### come ospite
- Syl Johnson: Back in the Game (Delmark, 1994)
- Gastr del Sol: Camoufleur (Drag City, 1998)
- Pinetop Seven: Rigging the Toplights (Atavistic Records, 1998)
- Superchunk: Come Pick Me Up (Merge, 1999)
- Common Rider: Last Wave Rockers (Lookout! Records, 1999)
- Zu: Igneo (Wallace Records, 2002)

### Altri
- Concert For Jimmy Lyons (Stoidal Circus, 1992) - con Curt Newton
- Utility Hitter (Quinnah Records, 1996) - con Barrage Double Trio
- Hidden In The Stomach (FMP, 1997) - con AALY Trio
- A Meeting In Chicago (Eighth Day Music, 1997) - con Joe McPhee e Kent Kessler
- Like Rays (Knitting Factory Works, 1998) - con Joe Morris e Hans Poppel
- Design In Time (Delmark Records, 1999) - Ken Vandermark's Sound In Action Trio
- Expansion Slang (Boxholder Records, 2000) - con Tripleplay
- 4 Corners (Clean Feed, 2007) - con Adam Lane, Magnus Broo e Paal Nilssen-Love
- Play The Music Of Ornette Coleman And Eric Dolphy (Handsemmel Records, 2008) - con C.O.D.E.
- Fox Fire (Leo, 2009) - con Barry Guy e Mark Sanders
- Lacerba (Clean Feed, 2013) - con Made To Break
- Verses (Corbett vs. Dempsey, 2013) - con Mats Gustafsson
- Occasional Poems (Not Two Records, 2015) - con Barry Guy
- Noise Of Our Time (Intakt Records, 2018) - con VWCR
- Open Border (Audiographic Records, 2020) - con Luigi Ceccarelli, Hamid Drake e Gianni Trovalusci
- Consequent Duos: Series 2e (Audiographic Records, 2020) - con Christof Kurzmann
- Eternal River (Corbett vs. Dempsey, 2023) - con Hamid Drake
- Musings Of A Bahamian Son: Poems And Other Words By Joe McPhee (Corbett vs. Dempsey, 2024) - con Joe McPhee